# Zwarte Riek
Hendrika Elisabeth Jansen (Amsterdam, 8 oktober 1924 – Zandvoort, 21 januari 2016) was een Nederlands zangeres. Ze was bekend onder de artiestennaam Zwarte Riek en had als bijnaam de Jordaanprinses.

## Biografie
Rika (haar roepnaam) Jansen werd niet ver van de Jordaan op de Brouwersgracht geboren als dochter van een vishandelaar. Toen ze twee jaar was, verhuisde het gezin naar de Tuinstraat, middenin de Jordaan. Hoewel een van haar hits M'n wieggie was een stijfselkissie was, was haar wieg een viskratje; een wieg kon het gezin niet bekostigen. Ze was de jongere zus van Maria Jansen, die als Maria Zamora grote hits had met Mama el baión en Sucu sucu. Als jong meisje viel Rika in de Geldersekade en hield daar tyfus en de ziekte van Weil aan over. In het ziekenhuis verloor ze haar haren, maar later groeiden die weer aan. Vanwege de kleur ervan kreeg ze de bijnaam Zwarte Riek.
In de oorlog is Rika zwanger geworden van een verzetsman, in 1944 trouwde ze met een jeugdvriend. Na de oorlog zong ze in cafés. Later woonde ze samen met zanger en tekstdichter Kees Manders, de oudere broer van Tom Manders (die bekend werd als Dorus). Kees had een eigen revue, waar Rika vanaf 1952 met Greetje Boltini als acrobate optrad. Daar hebben Rika en Kees elkaar ontmoet. Later ging Rika ook zingen in de revues van haar broer. Dat deed ze onder meer onder de artiestennaam Fanny Black.

### Doorbraak
Toen in 1955 dankzij onder anderen Johnny Jordaan en Tante Leen het Jordaanlied in heel Nederland en zelfs in Vlaanderen populair werd, schakelde Rika ook over op dit repertoire. Ze nam haar oude bijnaam Zwarte Riek aan als artiestennaam en in 1956 brak ze door met haar hit M'n wieggie was een stijfselkissie, dat in Nederland de tweede plaats van de hitparade haalde. In Vlaanderen had ze een klein hitje met de B-kant: Sansee de platte boender. Daar is dat haar enige hit, maar in Nederland wist ze nog de hitlijst te halen met Kersepit en Alle apies (in de Artis lijken op me Ome Hein). Daarmee sloot ze ook in Nederland haar hitparadesucces af.
Vanaf 1959 ging Rika Jansen door onder haar eigen naam. Ze trad op met onewomanshows in binnen- en buitenland. In 1964 zong ze de klassieker Amsterdam huilt (waar het eens heeft gelachen), geschreven door haar partner Kees Manders, de broer van Tom Manders. Hoewel het nummer geen hitparadesucces kende, was het wellicht na M'n wieggie was een stijfselkissie haar bekendste lied. Later dat jaar reisde ze voor een optreden naar New York en nog later naar Aruba en Curaçao.
Eind van de zestiger jaren kreeg Manders een hartinfarct en moest het rustiger aan doen. Ze verhuisde naar Fuengirola. In 1974 gingen Kees en Rika uit elkaar; zij bleef in Spanje wonen. Na haar huwelijk met een Duitser, dat in 1981 uitliep op een scheiding, verhuisde ze van Spanje naar Zandvoort.
In september 2014 verscheen de biografie Zwarte Riek - Het levensverhaal van Rika Jansen, opgetekend door Kees Rutgers.
Op 21 januari 2016 stierf Rika Jansen op 91-jarige leeftijd.

## Discografie

### Singles
| Single met hitnotering(en) in oude hitlijsten                 | Datum van verschijnen | Datum van binnenkomst | Hoogste positie | Aantal maanden | Opmerkingen     | Bron |
| ------------------------------------------------------------- | --------------------- | --------------------- | --------------- | -------------- | --------------- | ---- |
| M'n wieggie was een stijfselkissie / Sansee de platte boender |                       | apr 1956              | 2               | 6M             | Elsevier Top 10 |      |
| De Kersepit                                                   |                       | sep 1956              | 9               | 1M             | Elsevier Top 10 |      |
| Alle apies (in de Artis lijken op me Ome Hein)                |                       | okt 1956              | 8               | 1M             | Elsevier Top 10 |      |

| Single met hitnotering(en) in de Vlaamse Ultratop 50 | Datum van verschijnen | Datum van binnenkomst | Hoogste positie | Aantal weken | Opmerkingen           |
| ---------------------------------------------------- | --------------------- | --------------------- | --------------- | ------------ | --------------------- |
| Sansee de platte boender                             |                       | jul 1956              | 16              | 1M           | in de Juke Box Top 20 |

### Studio Albums
- Tchi - Tchi - Tchi (Show International) - 1960
- Rika Janssen - 1970

- Biografisch Portaal: 25154607
- International Standard Name Identifier: 0000 0004 0676 7421
- MusicBrainz: 73f2442b-4971-44c2-8229-e95c262bf673
- Virtual International Authority File: 242145541844296601154